# Rugby à sept aux Jeux panaméricains de 2019
Navigation
2015
Les compétitions de rugby à sept aux Jeux panaméricains de 2019 ont lieu du 26 au 28 juillet 2019 à Lima, au Pérou. 

## Médaillés
| Épreuves         | Or | Argent | Bronze |
| ---------------- | --- | --- | --- |
| Tournoi masculin | Argentine - Fernando Luna - Felipe Del Mestre - Germán Schulz - Francisco Ulloa - Tomás Vanni - Santiago Álvarez - Lautaro Bázan - Gastón Revol - Matías Osadczuk - Santiago Mare - Luciano González - Franco Sábato    | Canada - Sean Duke - Admir Cejvanovic - Brennig Prevost - Phil Berna - Luke McCloskey - Cooper Coats - Josiah Morra - Josh Thiel - Nathan Hirayama - Pat Kay - Harry Jones - Adam Zaruba              | États-Unis - Ben Broselle - Harley Wheeler - Joe Schroeder - Jake Lachina - Marcus Tupuola - Travion Clark - Cody Melphy - Maceo Brown - Naima Fuala'au - Anthony Welmers - Lorenzo Thomas - D'Montae Noble |
| Tournoi féminin  | Canada - Delaney Aikens - Kayla Moleschi - Caroline Crossley - Breanne Nicholas - Tausani Levale - Olivia De Couvreur - Sara Kaljuvee - Pam Buisa - Asia Hogan-Rochester - Kaili Lukan - Emma Chown - Temitope Ogunjimi | États-Unis - Cheta Emba - Ilona Maher - Abby Gustaitis - Alena Olsen - Stephanie Rovetti - Lauren Thunen - Naya Tapper - Jordan Matyas - Emily Henrich - Kayla Canett - Ariana Ramsey - Kristi Kirshe | Colombie - Nicole Acevedo - Isabel Romero - Carmen Ibarra - Daniela Alzate - Lina Pedroza - Catalina Arango - María Arzuaga - Leidy Soto - Camila Lopera - Laura Mejía - Sharon Acevado - Valentina Tapias  |

## Tableau des médailles
| Rang  | Nation     | Or | Argent | Bronze | Total |
| ----- | ---------- | -- | ------ | ------ | ----- |
| 1     | Canada     | 1  | 1      | 0      | 2     |
| 2     | Argentine  | 1  | 0      | 0      | 1     |
| 3     | États-Unis | 0  | 1      | 1      | 2     |
| 4     | Colombie   | 0  | 0      | 1      | 1     |
| Total | Total      | 2  | 2      | 2      | 6     |